# Archigetes
Genre
Archigetes est un genre de cestodes de l'ordre des Caryophyllidea. Les espèces de ce genre parasitent des poissons.
Toutefois, le genre Archigetes est exceptionnel parmi tous les cestodes en ce que ses espèces peut atteindre la maturité sexuelles chez des hôtes invertébrés (Oligochaeta), contrairement à tous les autres cestodes qui ont un hôte vertébré.

## Liste d'espèces
Selon WoRMS, le genre inclut cinq espèces valides:
- Archigetes brachyurus Mrázek, 1908 [4]
- Archigetes cryptobothrius Wiśniewski, 1928[5]
- Archigetes iowensis Calentine, 1962[6]
- Archigetes limnodrili (Yamaguti, 1934) Kennedy, 1965[7]
- Archigetes sieboldi Leuckart, 1878 [8]